# Pohlia grammocarpa
Pohlia grammocarpa är en bladmossart som beskrevs av Brotherus 1903. Pohlia grammocarpa ingår i släktet nickmossor, och familjen Bryaceae. Inga underarter finns listade i Catalogue of Life.